# Listă de critici literari români
Remarcați că această listă prezintă autorii în ordinea anului de naștere:
- Mihail Kogalniceanu (1817 - 1891)
- Titu Maiorescu (1840 - 1917)
- Constantin Dobrogeanu-Gherea (1855 - 1920)
- Garabet Ibrăileanu (1871 - 1936)
- Eugen Lovinescu (1881 - 1946)
- Nicolae Cartojan (1883 - 1944)
- George Călinescu (1889 - 1965)
- Dimitrie S. Panaitescu-Perpessicius (1891 - 1971)
- Tudor Vianu (1897 - 1964)
- Pompiliu Constantinescu (1901 - 1946)
- Șerban Cioculescu (1902 - 1988)
- Vladimir Streinu (1902 - 1970)
- Ovidiu Papadima (1909 - 1996)
- Alexandru Ciorănescu (1911 - 1999)
- Nicolae Steinhardt (1912 - 1989)
- Al. Piru (1917 - 1999)
- Zoe Dumitrescu Bușulenga (1920 - 2006)
- Adrian Marino (1921-2005)
- Ovid S. Crohmălniceanu (1921 - 2000)
- Ion Rotaru (1924 - 2006)
- Paul Cornea (născut 1924)
- Dimitrie Păcurariu (1925-2002)
- Mircea Zaciu (1928 - 2000)
- Zigu Ornea (1930 - 2001)
- Ștefan Cazimir (născut 1932)
- Eugen Simion (născut 1933)
- Olimpia Berca (născută 1933)
- Matei Călinescu (1934 - 2009)
- Livius Ciocârlie (născut 1935)
- Ieronim Tataru (născut 1937)
- Sorin Alexandrescu (născut 1937)
- Valeriu Cristea (1937 - 1999)
- Marian Popa (născut 1938)
- Nicolae Manolescu (născut 1939)
- Virgil Nemoianu (născut 1940)
- Mircea Martin (născut 1940)
- Eugen Negrici (născut 1941)
- Mircea Anghelescu (născut 1941)
- Toma Pavel (născut 1941)
- Ioana Em. Petrescu (1941 - 1990)
- Liviu Petrescu (1941 - 1999)
- Ion Pop (născut 1941)
- Marian Popa (născut 1938)
- Dan Culcer (născut 1941)
- Laurențiu Ulici (1943 - 2000)
- Mircea Iorgulescu (1943 - 2011)
- Mircea Opriță (născut 1943)
- Dan Horia Mazilu (născut 1943)
- Mircea Muthu (născut 1944)
- Gheorghe Perian (născut 1952)
- Ion Vartic (născut 1944)
- Marin Mincu (născut 1944)
- Alexandru Călinescu (născut 1945)
- Ion Pachia-Tatomirescu (1947)
- Petru Poantă (născut 1947)
- Irina Petraș (născut 1947)
- Adriana Babeți (născută 1949)
- Dan Grădinaru  (n. 1951)
- Dan C. Mihăilescu (născut 1953)
- Mircea Mihăieș (născut 1954)
- Radu G. Țeposu (1954 - 1999)
- Ion Bogdan Lefter (născut 1957)
- Liviu Papadima (născut 1957)
- George Achim (născut 1960)
- Ioana Pârvulescu (născută 1960)
- Mircea Vasilescu (născut 1960)
- Alex Ștefănescu
- Horia Gârbea (născut 1962)
- Mircea A. Diaconu (născut 1963)
- Iulian Boldea (născut 1963)
- Ion Manolescu (născut 1968)
- Laura Pavel (născută 1968)
- Răzvan Voncu (născut 1969)
- Paul Cernat (născut 1972)
- Daniel Cristea-Enache (născut 1974)
- Oliviu Crâznic (născut 1978)